# Ética Promiscua
Ética Promiscua: Una guía práctica para el poliamor, las relaciones abiertas y otras aventuras es un libro de no ficción escrito por Dossie Easton y Janet Hardy cuya primera edición se publicó en el 1997.

## Contenido
Los autores definen el término puta como "una persona de cualquier género que tiene el coraje de llevar la vida de acuerdo con la proposición radical de que el sexo es agradable y el placer es bueno para ti". Se recupera el término de su uso habitual como peyorativo y como simple etiqueta para una persona promiscua . En cambio, se usa para referirse a una persona que acepta disfrutar del sexo y el placer de la intimidad física con los demás, y elige comprometerse y aceptarlos de una manera ética y abierta, en lugar de hacer trampa .
En Ética Promiscua se analiza cómo vivir una vida con múltiples relaciones sexuales simultáneas de forma justa y honesta. Los temas de discusión incluyen cómo lidiar con las dificultades y oportunidades a la hora de encontrar y mantener diferentes parejas, mantener relaciones y estrategias para el crecimiento personal.
Algunos de los capítulos analizan cómo se gestionan las no-monogamias consensuadas en diferentes subculturas, las gay y lesbiana, información sobre el manejo de la programación, los celos, la comunicación, los conflictos en las relaciones y la etiqueta para los encuentros sexuales grupales.

## Ediciones

### Segunda edición (2009)
La segunda edición del libro se publicó en marzo de 2009 y se llama Ética Promiscua: Una guía práctica para el poliamor, las relaciones abiertas y otras aventuras, en inglés (The Ethical Slut: A Practical Guide to Polyamory, Open Relations & Other Adventures).

### Tercera edición (2017)
En agosto de 2017 se publica la tercera edición titulada Ética Promiscua: Una Guia Practica para el Poliamor, las Relaciones Abiertas y Otras Libertades en el Sexo y el Amor (The Ethical Slut, Third Edition: A Practical Guide to Polyamory, Open Relations, and Other Freedoms in Sex and Love en inglés).

### Traducciones
Ética Promiscua (The Ethical Slut) se ha traducido a más de un idioma, entre ellos, francés, español, italiano, alemán y ruso.
- Ruso: Этика бл**ства, publicado en 2006[4]
- Francés: La Salope éthique: Guide pratique pour des Relations libres sereines, publicado por Tabou Éditions en abril de 2013[5]
- Español: Ética promiscua, publicado por Editorial Melusina en 2013[6]
- Italiano: La zoccola etica. Guida al poliamore, alle relazioni aperte e altre avventure, publicado por Odoya en enero de 2014[7]
- Alemán: Schlampen mit Moral. Eine praktische Anleitung für Polyamorie, offene Beziehungen und andere Abenteuer, publicado por mvg Verlag en mayo de 2014[8]